# Culicoides longipennis
Culicoides longipennis är en tvåvingeart som beskrevs av Khalaf 1957. Culicoides longipennis ingår i släktet Culicoides och familjen svidknott. Inga underarter finns listade i Catalogue of Life.